# سیارک ۳۵۲۳۳
سیارک ۳۵۲۳۳ (به انگلیسی: 35233 Krcin، نامگذاری:1995KJ) سی و پنج هزار و دویست و سی و سومین سیارک کشف شده‌است که در ۲۶ مه ۱۹۹۵ کشف شد.